# Cristoforo Madruzzo
Cristoforo Madruzzo (Castel Madruzzo, Calavino, 5 de julho de 1512 — Tivoli, 5 de julho de 1578) foi um nobre, sacerdote católico e diplomata italiano. 
Ainda jovem, em 1537 foi nomeado príncipe-bispo do Principado Episcopal de Trento, assumindo em 1539, e pouco depois foi elevado a cardeal. Governou por quase trinta anos, período em que organizou o Concílio de Trento e participou ativamente em seus debates, desempenhando ao mesmo tempo diversas atividades diplomáticas em nome do Sacro Império. Por dois anos governou concomitantemente o Ducado de Milão. Renunciou ao Principado em 1567 e depois assumiu várias dioceses italianas, encerrando sua carreira na Cúria Romana. Recebera esmerada educação e adquiriu também ampla cultura profana, correspondia-se com intelectuais e por toda a vida interessou-se pelas artes, fomentando-as e reunindo grandes coleções.

## Biografia
Sua família era um ramo dos senhores feudais de Denno e Nanno, no Trentino, e no século XV compraram o feudo de Madruzzo, de onde tomaram o sobrenome. Cristoforo era filho de Giovanni Gaudenzio Madruzzo, condottiero e conselheiro imperial, e Eufemia von Sporenberg, filha dos senhores de Sporenberg e Villandres. Desde cedo foi destinado à carreira eclesiástica. Em 1529 obteve um canonicato na Catedral de Trento, seguido de prebendas em várias paróquias do Tirol. Entre 1532 e 1537 estudou na Universidade de Bolonha, sendo aluno de Ugo Boncompagni, o futuro papa Gregório XIII. Neste período recebeu as Ordens Menores e foi nomeado cônego de Augusta, Bressanone e Salzburgo, e decano do Capítulo da Catedral de Trento. Foi aclamado bispo de Trento em 5 de agosto de 1539 e confirmado em 10 de novembro, sucedendo a Bernardo Clesio.
Contudo, ainda não completara suas Ordens Sacras, sendo até então apenas subdiácono. Foi ordenado diácono somente em 25 de maio de 1542, sacerdote dois dias após, e no dia 28 recebeu consagração solene como bispo. No mesmo ano, em 2 de junho, foi elevado a cardeal com o título de São Cesário, e em dezembro foi feito também príncipe-bispo de Bressanone, além de receber em 1546 uma pensão de dois mil ducados da Arquidiocese de Santiago de Compostela. Como um típico príncipe do Renascimento, deu seguimento à obra cultural de seu antecessor, organizava reuniões de estudos e debates com intelectuais e prelados ilustres, e encheu o castelo episcopal de obras de arte.
Foi um importante colaborador do Sacro Império, e por sua habilidade, bem como por sua grande cultura, foi encarregado de missões diplomáticas em seu nome em várias cidades da Europa, entre elas Veneza, onde foi retratado por Ticiano; acompanhou o futuro imperador Maximiliano de Habsburgo até Valladolid, onde celebrou seu casamento com a filha de Carlos V; em Praga conduziu as tratativas para o casamento da arquiduquesa Catarina com o duque de Mântua Francisco III Gonzaga; negociou com o grão-duque da Toscana Cosimo I de' Medici um tratamento clemente para os prisioneiros na guerra contra Siena; foi um ferrenho opositor da candidatura ao trono pontifício de Gian Pietro Carafa, que era um inimigo dos imperadores, embora não tenha tido sucesso, sendo eleito como Paulo IV, e teve ativa participação nas Dietas de Augusta, Ratisbona e Worms, entre muitas outras missões.
Talvez seja mais lembrado como um campeão do Catolicismo no período em que se iniciava a Reforma Protestante e como uma figura destacada do Concílio de Trento, o qual organizou e no qual serviu como mediador entre os interesses papais e imperiais, além de incentivar a reorganização do clero e introduzir questões doutrinais e pragmáticas importantes com o objetivo de acelerar o combate à heresia protestante e ganhar de volta os fiéis perdidos. Segundo Becker, apesar de sua defesa da ortodoxia, fez tentativas para aproximar os dois ramos cristãos beligerantes, o que também era o desejo de Carlos V, e tentou tornar a doutrina mais acessível ao povo defendendo a legitimidade da tradução da Bíblia para os vernáculos. Ao mesmo tempo, como bispo e governante de Trento, enfatizava entre seus súditos a necessidade de viver uma vida intensamente cristã, recomendando assiduidade na comunhão e na confissão dos pecados, e pregava a adoção de uma postura ética no desempenho dos ofícios seculares.
Como recompensa pelos seus esforços no Concílio, recebeu do papa o feudo de Soriano nel Cimino, erguendo o Palazzo delle Albere, onde organizou uma coleção de achados arqueológicos da região. Em seu feudo também construiu a Villa Papacqua, hoje conhecida como Palazzo Chigi-Albani, de cuja construção provavelmente participou o célebre Vignola. Entre 1555 e 1557 assumiu paralelamente o governo do Ducado de Milão, permanecendo na capital Milão durante este período, mas as relações tensas com o vice-rei de Nápoles, Fernando Álvarez de Toledo, não lhe permitiram um governo tranquilo e frutífero. Voltou a Trento depois de prestar contas ao imperador em Bruxelas, e nos anos seguintes empenhou-se em estabelecer alianças matrimoniais de seus parentes com poderosas estirpes italianas, sendo ele quem realmente fez o nome da sua família e a colocou entre as principais da Europa de seu tempo.
Quando o Concílio de Trento iniciou a terceira etapa de seus trabalhos, em 1561, Madruzzo já não tomou parte muito ativa, limitando-se a enviar dois delegados. No ano seguinte se achava em Roma como representante imperial, residindo no Palazzo della Rovere rodeado de uma corte brilhante, destacando-se a qualidade dos músicos que empregou, além de devotar-se ao colecionismo de arte e antiguidades, enviando muitas peças para as cortes de Munique e de Viena.
Renunciou ao governo da Diocese e do Principado de Trento em 1567, em favor de seu sobrinho Carlo Lodovico, sendo nomeado sucessivamente legado e governador da Marca de Ancona, e cardeal-bispo de Sabina, Albano, Palestrina e Porto. Passou seus últimos anos atuando em várias funções na Cúria Romana. Faleceu em Tivoli em 1578, no dia de seu aniversário, deixando dívidas elevadas, derivadas de seu opulento estilo de vida. Tendo sido sepultado na Igreja de São Francisco, quatro anos depois seus despojos foram trasladados para a capela de sua família na Igreja de Santo Onofre, em Roma.